# Алейская оросительная система
Алейская оросительная система — система мелиоративных сооружений для орошения и поливки полей на территории Рубцовского района Алтайского края, общей длиной более 50 км. В состав системы входит магистральный канал и подпорная плотина (гидроузел) возле села Веселоярск.

## История
Вопрос о постройке оросительной системы поднимали жители села Весёлый Яр ещё в начале XX века, посылая ходоков в Государственную Думу. В 1910 году началось строительство первого варианта системы, канал строился по проекту инженера Корнилова. Строительство канала длиной 14,5 км продолжалось два года, но в ходе эксплуатации канала выявились серьёзные ошибки в его проектировании, канал был закрыт.
В 1925 году канал был восстановлен и удлинён до 30 км, вода поступила в село Рубцово.